# Sto lat

Sto lat (« Cent ans ») est une chanson polonaise pouvant être rapprochée du Joyeux Anniversaire français ou bien encore du Happy Birthday des Américains et Britanniques.
Elle est chantée principalement lors des anniversaires et des fêtes sanctorales (par exemple le jour de la Sainte-Barbara pour une personne prénommée Barbara), mais aussi à d'autres occasions.
Son origine est inconnue.

## Paroles
| Polonais                                        | Traduction                                                         |
| Sto lat! Sto lat! Niech żyje, żyje nam!         | Cent ans ! Cent ans ! Qu'il vive, (qu'il) nous vive !              |
| Sto lat! Sto lat! Niech żyje, żyje nam!         | Cent ans ! Cent ans ! Qu'il vive, (qu'il) nous vive !              |
| Jeszcze raz, jeszcze raz! Niech żyje, żyje nam! | Encore une fois, encore une fois ! Qu'il vive, (qu'il) nous vive ! |
| Niech żyje nam!                                 | Qu'il nous vive !                                                  |

"qu'il (elle) nous vive" id est qu'il (elle) vive pour nous. Ainsi,  pour suivre le rythme du chant : 

" Cent ans ! Cent ans ! qu'il vive ! pour nous, qu'il vive !" et/ou " Cent ans ! Cent ans ! qu'elle vive ! pour nous, qu'elle vive !"